# NTW-20
NTW-20(NTW-20)은 남아프리카 공화국의 대물/대구경 저격총으로 데넬사에서 생산한다. 1998년 남아프리카 국방군에 채용되었다.
NTW-20는 20 × 83.5 mm탄과 14.5 × 114 mm탄을 쓰는 두가지로 나뉜다. 그리고 볼트 액션 회전 노리쇠 방식으로 작동하며, 총열은 6돌기의 회전 노리쇠로 고정된다. 총신의 왼쪽에서 떼고 붙일 수 있는 3발들이 탄창을 통해 탄약을 공급받으며, 총 자체가 무겁기 때문에 운반할 때는 분해하여 두 사람이 나누어 운반한다. 조준기로 8배율 광학 조준기를 사용하며, 빠르게 떼거나 붙일 수 있다.

## 대중 문화
- 콜 오브 듀티: 워존에 대물 저격총으로 출시하였다.
- 소녀전선에서 5성 전술인형으로 나온다.
- 로블록스 팬텀포스에서 3발 대물 저격총으로 나온다.

## 같이 보기
- 배럿 M82
- 슈타이어 IWS 2000
- RT-20